# Cristina Georgiana Popescu
Cristina Georgiana Popescu (n. 15 aprilie 1996, Târgu Jiu, Gorj, România) este o canotoare română. A reprezentat România la Jocurile Olimpice de vară din 2020 de la Tokyo.
Cu echipajul de 8+1 a câștigat medalia de aur la Campionatele Europene din 2019.